# Julien Galopin
Julien Galopin, né le 13 mars 1860 à Trouville-sur-Mer et mort le 15 décembre 1914 dans le 18e arrondissement de Paris, est un architecte français de Colombes.

## Biographie
Julien Ferdinand Galopin est né le 13 mars 1860 à Trouville-sur-Mer du mariage de Pierre Arthur Galopin, marin, et d'Irma Rose Blot. Il se marie avec Aurélie Zélina Prouvost (1864-1937) et ont une fille Noémie Paule Rose Galopin (1891-1971),.
Il habite 2, boulevard de Clichy à Paris en 1902 et son cabinet d’architecture est situé au 54 boulevard de Valmy à Colombes.
Il meurt le 15 décembre 1914 dans le 18e arrondissement de Paris.
Julien Galopin et son épouse sont respectivement inhumés, le 17 décembre 1914 et 3 mars 1937, au cimetière Saint-Vincent de Paris,.

## Réalisations
- Asnières-sur-Seine (Hauts-de-Seine), 17, rue Roger-Poncelet, immeuble de 1898 construit par l'entrepreneur A. comprenant un sous-sol, un rez-de-chaussée et quatre étages. Céramiques et sculptures en décoration.
- Clichy (Hauts-de-Seine), passage Berthier. Immeuble de 1906 construit par l'entrepreneur Paul Jouin.

- Colombes (Hauts-de-Seine)
  - 69, rue Victor-Hugo. Lotissement comportant un immeuble en brique aligné sur rue et trois maisons identiques en meulière à l'arrière, construite en 1904 par l'entrepreneur A. Berneron.
  - 64, rue Saint-Denis. Immeuble de 1907, construit par l'entrepreneur Paul Jouin.
  - 4, rue Brouin. Immeuble de 1898 construit pour M. Edouard Fromont.
- Eaubonne (Val-d'Oise), 25, rue Jean-Jaurès. Villa de style Art nouveau construite en 1905.
- Paris
  - 61, rue Rodier, permis de construire déposé par Mme Guyot en 1902.
  - 116, avenue Ledru-Rollin : immeuble de cinq étages plus combles avec local commercial en rez-de-chaussée construit en 1902 à l'angle de l'avenue Ledru-Rollin et de la rue de Charonne. La porte de l'immeuble et la devanture du café aujourd'hui Le Bistrot du Peintre sont de style Art nouveau. La devanture est inscrite aux monuments historiques depuis le 23 mai 1984. Le prénom et le nom de l'architecte sont gravés dans la pierre au dessus gauche de la porte.

- Le Touquet-Paris-Plage, villa Les Genêts d'Or, 10, rue de Montreuil.

## Distinctions
Julien Galopin est fait officier d'académie en 1906 et officier de l’instruction publique en 1914
,.

## Pour approfondir